# دنيس ابشتاين
دنيس ابشتاين (بالألمانية: Denis Epstein)‏ (2 يوليو 1986 بكولونيا في ألمانيا - ) هو لاعب كرة قدم ألماني في مركز الوسط. شارك مع منتخب ألمانيا لكرة القدم تحت 18 سنة ومنتخب ألمانيا تحت 19 سنة لكرة القدم ومنتخب ألمانيا تحت 20 سنة لكرة القدم. أما مع النوادي، فقد لعب مع إف إس في فرانكفورت وروت فايس إيسن وكيكرز أوفنباخ ونادي أتروميتوس ونادي أولمبياكوس ونادي كولن وG.S. Iraklis Thessaloniki ‏ وPAE Kerkyra ‏ ونادي إيراكليس.

## روابط خارجية
- دنيس ابشتاين على موقع قاعدة بيانات كرة القدم.إي يو (الإنجليزية)
- دنيس ابشتاين على موقع بيانات كرة القدم. دي إي (الألمانية)
- دنيس ابشتاين على موقع Soccerway.com (الإنجليزية)
- دنيس ابشتاين على موقع عالم كرة القدم.نت (الإنجليزية)